# Natalia Szroederová
Natalia Weronika Szroederová (nepřechýleně Szroeder, * 20. dubna 1995 Bytów) je polská zpěvačka, skladatelka a textařka, která se věnuje také moderování. Debutový singl „Jane“ vydala v červenci 2011. Známou se stala spoluprací s raperem Liberem, s nímž nazpívala několik duetů včetně „Wszystkiego na raz“, „Teraz ty“ a „Nie patrzę w dół“.

## Osobní život
Narodila se roku 1995 v Bytówě, severopolském okresním městě v Pomoří, do hudebně zaměřené rodiny. Vyrostla v pomořské vesnici Parchowo. Matka Joanna Szroederová se stala zpěvačkou folkové skupiny Modraki, kterou založil děd Waldemar Kapiszka. S bratrem Staśem a sestrou Melchiorou vytvořili v roce 2011 sourozeneckou formaci Rusland Trio. Otec Jaromir Szroeder založil v sezóně 2004/2005 divadlo Dialogus, v němž účinkovala od deseti let. V dětství také vystupovala v programu veřejnoprávní stanice TVP1.

## Umělecká kariéra
V roce 2011 se představila v pěvecké talentové soutěži Szansa na sukces (Šance na úspěch), vysílané na stanici TVP2, v níž zazpívala píseň „Cicha woda“ od Maryly Rodowiczové. Během března 2012 uvolnila na YouTube videoklip ke skladbě „Potrzebny je drech“, jíž nazpívala v kašubštině. V červenci téhož roku pak vydala debutový singl „Jane“, jehož autorem se stal Marek Kościkiewicz. 

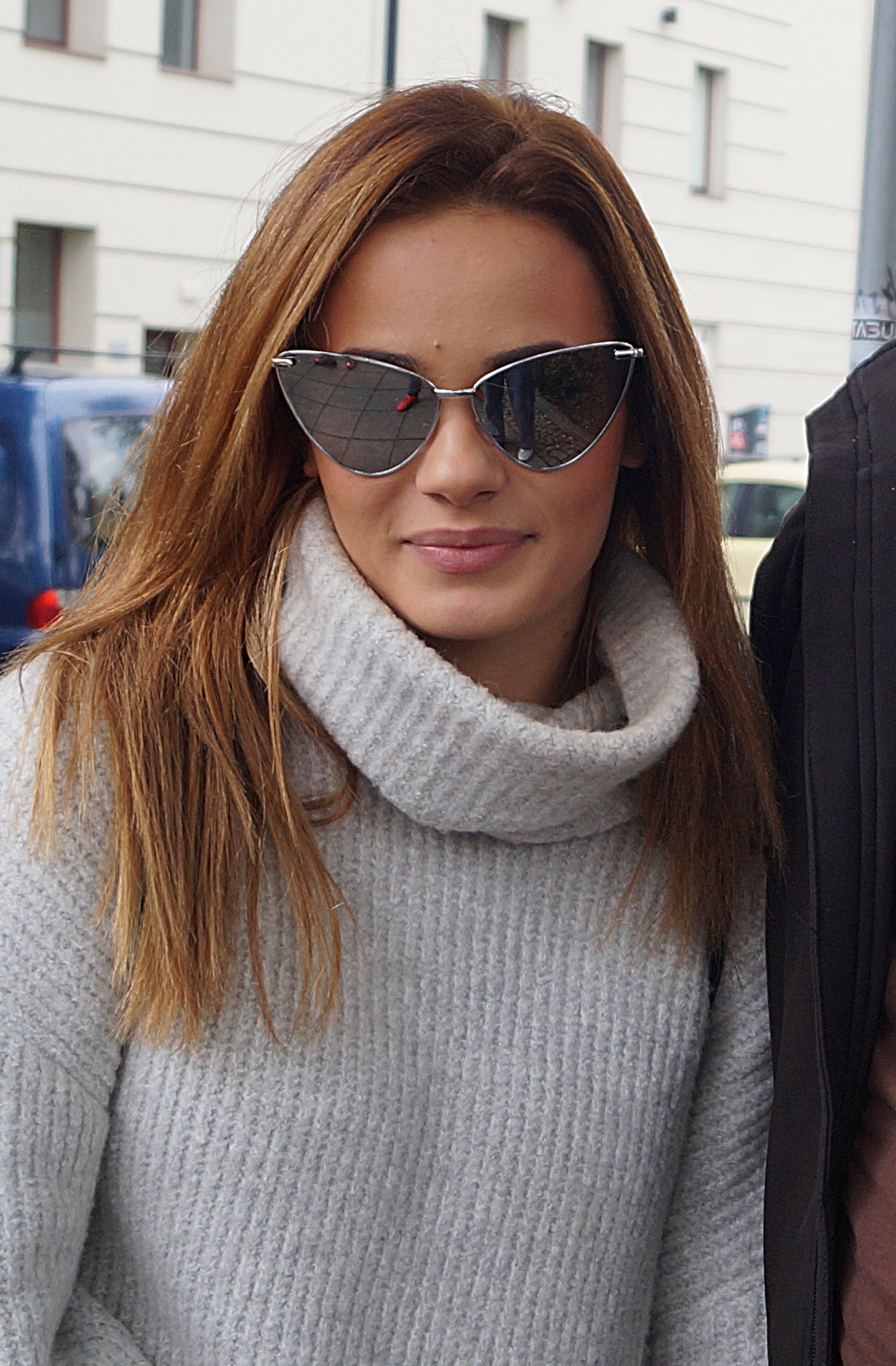
Natalia Szroederová, 2017

V roce 2012 navázala spolupráci s raperem Marcinem Piotrowskim známým jako Liber, s nímž natočila duet „Wszystkiego na raz“ ze zpěvákova alba Duety. Píseň v březnu 2013 vystoupala na druhé místo polské hitparády nejhranějších skladeb AirPlay – Top, a rovněž bodovala v žebříčcích rádií RMF FM a Radio Zet. Druhou společnou skladbou z desky se stala „Nie patrzę w dół”, k níž produkovalo videoklip Cam-L Studio DL Promotion. V srpnu dvojice skladbu zazpívala na předávání polských hudebních cen Eska Music Awards 2013, kde byla Szroederová nominována v kategorii za nejlepší debut. Během téhož měsíce vystoupila na festivalu ruských písní v Zelené hoře, kde interpretovala šlágr „Kukuszka“ z repertoáru Zemfiry. Na začátku prosince 2013 vydala druhý singl „Tęczowy“.
Další singl „Nie pytaj jak“ vyšel během února 2014. Skladbu uvedla s raperem Mezem a Dawidem Kwiatkowskim na dubnovém Young Stars Festival 2014 v Poznani. V červnu téhož roku přijala pozvání na koncert k 25. výročí Jacka Cygana a Ryszarda Rynkowského na hudební scéně, jenž se konal na pozadí hudebního festivalu v Opolí. Ve stejném měsíci navázala vystoupením na Carpathia Festivalu 2014 v Řešově. Na podzim 2015 se zúčastnila čtvrté řady pěvecké talentové show Twoja twarz brzmi znajomo na televizi Polsat, polské verzi Tvoje tvář má známý hlas, kde obsadila sedmé místo. Pátý díl soutěže vyhrála s hitem „I Have Nothing“ od Whitney Houston. Prémii deset tisíc zlotých věnovala nadaci Słoneczko. Její výkon ocenil kritik britského listu The Mirror.
Na začátku února 2016 v pořadu rádia RMF FM potvrdila, že se bude ucházet o reprezentaci Polska na Eurovision Song Contest 2016 poté, co postoupila s písní „Lustra“ do pětičlenného národního finále. Ve něm skončila na pátém místě se ziskem 4,20 % hlasů. V srpnu 2016 vydala druhý singl „Domek z kart“ z připravovaného debutového alba NATinterpretacje u labelu Warner Music, které samotné vyšlo 28. října téhož roku. Premiérový týden vystoupalo v albové hitparádě OLiS na 15. příčku. Na desce se podílela autorsky jako textařka i skladatelka části písní.

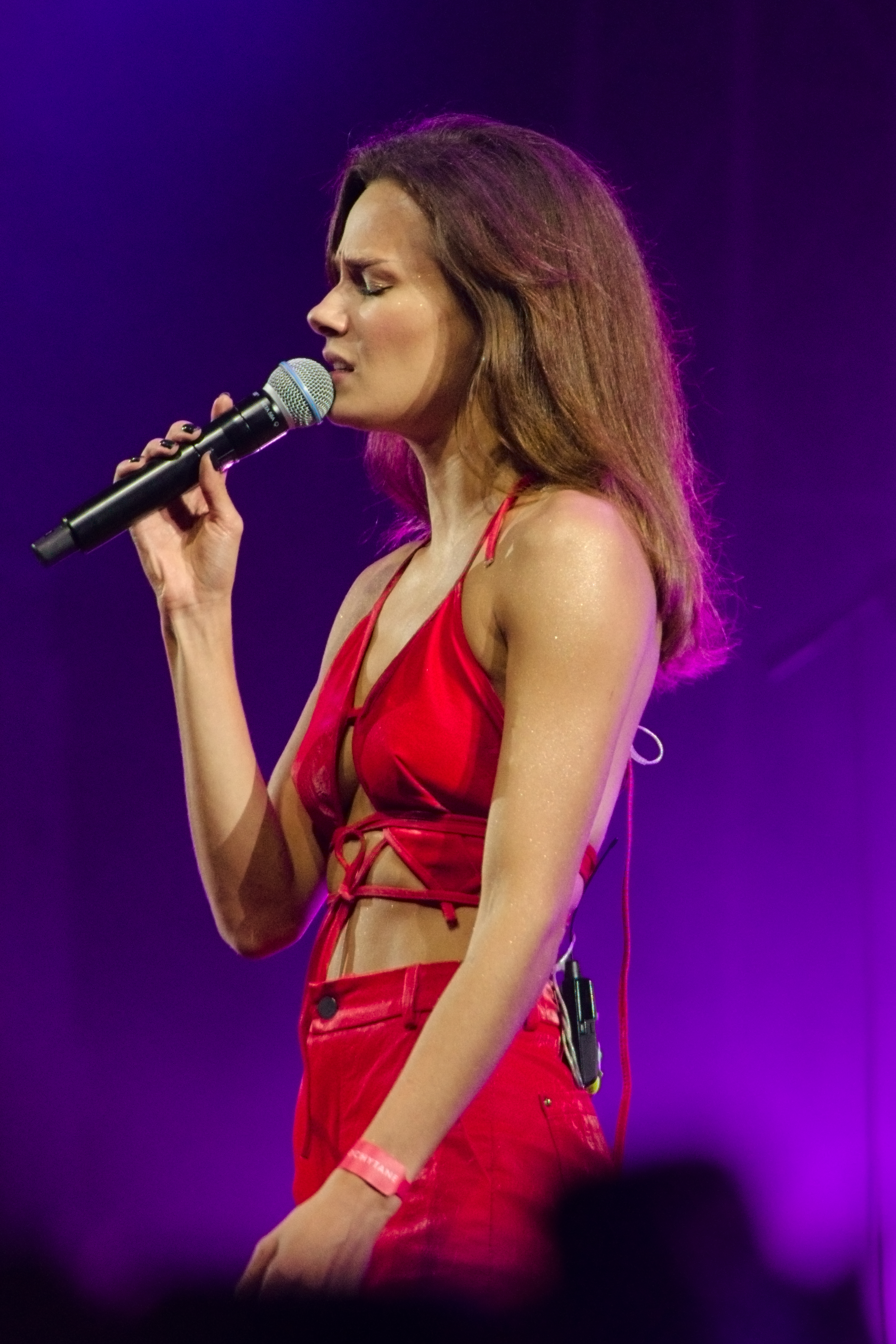
Natalia Szroederová v Katovicích, 2022

Mezi březnem až květnem 2017 se zúčastnila sedmého ročníku polské verze taneční show Dancing with the Stars. Taniec z gwiazdami na stanici Polsat, v níž se jejím partnerem stal český tanečník Jan Kliment. Pár si odnesl celkové vítězství po finálové výhře nad Iwonou Cichoszovou a Stefanem Terrazzinem. Szroederová se tak ve 22 letech stala nejmladší šampionkou polské verze soutěže. Kliment, jenž ovládl tři ročníky v řadě, se poté objevil v jejím videoklipu „Zamienię cię“ (Změním tě).
Během rozhovoru z ledna 2018 pro zpravodajský web Plejada.pl oznámila zahájení práce na druhém studiovém albu „Prosto”. Desku představila singly „Parasole”, jenž 8. dubna 2020 dosáhl platinové certifikace, „Nie oglądam się” a „Nie mów nic”. V lednu 2020 se uskutečnila premiéra akčního krimi Jak zostałem gangsterem. Historia prawdziwa. V něm debutovala na filmovém plátně rolí Magdy, manželky hlavní postavy. O tři měsíce později vyšlo album Romantic Psycho rapera Quebonafide, na nějž nazpívala skladby „Jesień” a „Tęskniezastarymkanye”. V dubnu 2020 rovněž uvolnila singl „Pestki“, který během března 2021 dosáhl certifikace zlaté desky. V roce 2020 uváděla první řadu pěvecké talentové soutěže The Four. Bitwa o sławę na Polsatu.
V únoru 2021 navázala spolupráci s vydavatelstvím Kayax. U tohoto labelu pak 16. března 2021 vydala singl „Powinnam?”, který představil nové směřování její umělecké dráhy. O dva týdny později následoval další singl „Połóż się tu”.

## Soukromý život
V roce 2018 navázala partnerský vztah s raperem Kubou Grabowskim známým pod uměleckým jménem Quebonafide.

## Filmografie

### Filmy
| Rok  | Název                       | Role  | Poznámky |
| ---- | --------------------------- | ----- | -------- |
| 2019 | Jak jsem se stal gangsterem | Magda |          |

## Diskografie

### Studiová alba
| 2016 | Natinterpretacje - Vydáno: 28. října 2016 - Label: Warner Music Poland                                    | 15. |
| 2021 | Pogłos - Vydáno: 5 listopada 2021 - Label: Warner Music Poland - Formát: CD, digitální stažení, streaming | 10. |

### Singly
| Píseň                                | Rok  | Nejvyšší umístění | Nejvyšší umístění     | Prodejnost      | Certifikace               | Album            |
| Píseň                                | Rok  | POL (airplay)     | POL (airplay nowości) | Prodejnost      | Certifikace               | Album            |
| ------------------------------------ | ---- | ----------------- | --------------------- | --------------- | ------------------------- | ---------------- |
| Jane                                 | 2012 | –                 | 2.                    |                 |                           | –                |
| Tęczowy                              | 2013 | –                 | 1.                    |                 |                           | –                |
| Nie pytaj jak (Young Stars Festival) | 2014 | –                 | 3.                    |                 |                           | –                |
| Teraz ty (s Liberem)                 | 2014 | 4.                | 1.                    |                 |                           | –                |
| Porównania (s Liberem)               | 2015 | –                 | 4.                    | - POL: 20 tisíc | - POL: platinová deska    | –                |
| Samosiejka                           | 2015 | –                 | –                     |                 |                           | –                |
| Lustra                               | 2016 | 6.                | 1.                    | - POL: 40 tisíc | - POL: 2× platinová deska | Natinterpretacje |
| Domek z kart                         | 2016 | 19.               | 3.                    | - POL: 10 tisíc | - POL: zlatá deska        | Natinterpretacje |
| Powietrze                            | 2016 | 9.                | 2.                    | - POL: 40 tisíc | - POL: 2× platinová deska | Natinterpretacje |
| Zamienię Cię                         | 2017 | 4.                | 1.                    | - POL: 20 tisíc | - POL: platinová deska    | Natinterpretacje |
| Zaprowadź mnie                       | 2017 | 26.               | 3.                    | - POL: 10 tisíc | - POL: zlatá deska        | Tarapaty         |
| Parasole                             | 2018 | 42.               | 3.                    | - POL: 20 tisíc | - POL: platinová deska    | –                |
| Nie oglądam się                      | 2019 | 26.               | 1.                    |                 |                           | –                |
| Nie mów nic                          | 2019 | –                 | –                     |                 |                           | –                |
| „Pestki”                             | 2020 | 19.               | 2.                    | - POL: 10 tisíc | - POL: zlatá deska        |                  |
| „Powinnam?”                          | 2021 | 20.               | 5.                    | - POL: 10 tisíc | - POL: zlatá deska        | Pogłos           |
| „Połóż się tu”                       | 2021 | –                 | –                     |                 |                           | –                |
| „Przypływy” (s Ralphem Kaminskim)    | 2021 | –                 | –                     | - POL: 25 000+  | - POL: zlatá deska        | Pogłos           |
| „Para”                               | 2021 | 15.               | 2.                    | - POL: 25 000+  | - POL: zlatá deska        | Pogłos           |
| „1-2 X”                              | 2021 | –                 | –                     |                 |                           | Pogłos           |
| „Początki”                           | 2021 | –                 | –                     |                 |                           | Pogłos           |
| – singl se neumístil                 |      |                   |                       |                 |                           |                  |

### Hudební spolupráce
| Píseň                                                 | Rok  | Nejvyšší umístění | Nejvyšší umístění     | Album           |
| Píseň                                                 | Rok  | POL (airplay)     | POL (airplay nowości) | Album           |
| ----------------------------------------------------- | ---- | ----------------- | --------------------- | --------------- |
| Wszystkiego na raz (Liber, host: Natalia Szroederová) | 2013 | 2.                | 1.                    | Duety           |
| Nie patrzę w dół (Liber, host: Natalia Szroederová)   | 2013 | 2.                | –                     | Duety           |
| Jesień (Quebonafide, host: Natalia Szroederová)       | 2020 | –                 | –                     | Romantic Psycho |
| Oddaj (Vito Bambino, host: Natalia Szroederová)       | 2020 | –                 | –                     | Poczekalnia     |
| Sold Out (Margaret, host: Natalia Szroederová)        | 2021 | –                 | –                     | Maggie Vision   |
| Zanim pójdziesz (Miętha, host: Natalia Szroederová)   | 2021 | –                 | –                     | 36,6            |
| – singl se neumístil                                  |      |                   |                       |                 |

### Další nahrávky
| Album                                                                | Rok  | Nahrávka                                                      | Zdroj  |
| -------------------------------------------------------------------- | ---- | ------------------------------------------------------------- | ------ |
| Weronika Korthalsová – Na wiedno                                     | 2009 | Redosny dzéń (host: Natalia Szroederová)                      | [ 48 ] |
| Najpiękniejsze polskie kolędy (kompilace)                            | 2010 | Weronika Korthalsová a Natalia Szroederová – Dzysô z Betlejem |        |
| Liber – Duety                                                        | 2013 | Wszystkiego na raz (host: Natalia Szroederová)                | [ 49 ] |
| Liber – Duety                                                        | 2013 | Nie patrzę w dół (host: Natalia Szroederová)                  | [ 49 ] |
| TARTA z truskawkami kaszubskimi (kompilace)                          | 2014 | Natalia Szroederová – Potrzebny je drech                      | [ 50 ] |
| Rafał Brzozowski – Moje serce to jest muzyk, czyli polskie standardy | 2016 | Kochać (host: Natalia Szroederová)                            | [ 51 ] |
| Dawid Kwiatkowski – 13 grzechów niczyich                             | 2019 | Podgorączkowy (host: Natalia Szroederová)                     | [ 52 ] |
| Pectus – Kobiety / Wojciech Młynarski                                | 2019 | Dalej i dalej (host: Natalia Szroederová)                     | [ 53 ] |
| Quebonafide – Romantic Psycho                                        | 2020 | Jesień (host: Natalia Szroederová)                            | [ 54 ] |
| Quebonafide – Romantic Psycho                                        | 2020 | Tęskniezastarymkanye (host: Natalia Szroederová)              | [ 54 ] |

## Hudební videa
| Píseň                                                         | Rok  | Reżie / realizace          | Album                         | Zdroj  |
| ------------------------------------------------------------- | ---- | -------------------------- | ----------------------------- | ------ |
| Potrzebny je drech                                            | 2012 | –                          | Natinterpretacje              |        |
| Jane                                                          | 2012 | –                          | –                             |        |
| Tęczowy                                                       | 2013 | –                          | –                             |        |
| Nie pytaj jak (Young Stars Festival)                          | 2014 | Smoła Studio               | –                             |        |
| Teraz ty                                                      | 2014 | Adam Gawenda               | –                             | [ 55 ] |
| Porównania                                                    | 2015 |                            | –                             |        |
| Samosiejka                                                    | 2015 | Smoła Studio               | –                             |        |
| Lustra                                                        | 2016 | Michał Kwiatek             | Natinterpretacje              | [ 56 ] |
| Domek z kart                                                  | 2016 | Dariusz Szermanowicz       | Natinterpretacje              | [ 57 ] |
| Powietrze                                                     | 2016 | Adam Gawenda               | Natinterpretacje              | [ 58 ] |
| Zamienię Cię                                                  | 2017 | Adam Gawenda               | Natinterpretacje              | [ 59 ] |
| Zaprowadź mnie                                                | 2017 | Marta Karwowská            | Tarapaty                      |        |
| Parasole                                                      | 2018 | Natalia Szroederová        | –                             |        |
| Nie oglądam się                                               | 2019 | –                          | –                             |        |
| Nie mów nic                                                   | 2019 | Adam Romanowski            | –                             |        |
| Pestki                                                        | 2020 | Adam Romanowski            |                               |        |
| Powinnam?                                                     | 2021 | Błażej Baar                |                               |        |
| Połóż się tu                                                  | 2021 | Adam Romanowski            |                               |        |
| Przypływy                                                     | 2021 | Adam Romanowski            |                               |        |
| Jako host                                                     |      |                            |                               |        |
| Liber – Wszystkiego na raz (host: Natalia Szroederová)        | 2013 | –                          | Duety                         | [ 60 ] |
| Liber – Nie patrzę w dół (host: Natalia Szroederová)          | 2013 | cam-L Studio, DL Promotion | Duety                         | [ 61 ] |
| Quebonafide – Jesień (host: Natalia Szroederová)              | 2020 | Frank Green                | Romantic Psycho               |        |
| Margaret – Sold Out (host: Natalia Szroederová)               | 2021 | Łukasz Zabłocki            | Maggie Vision                 |        |
| Miętha – Zanim pójdziesz (host: Natalia Szroederová)          | 2021 | Julek Tałandziewicz        | 36,6                          |        |
| Další                                                         |      |                            |                               |        |
| Weronika Korthalsová a Natalia Szroederová – Dzysô z Betlejem | 2010 | –                          | Najpiękniejsze polskie kolędy |        |